# Fockendorf
Fockendorf est une commune allemande de l'est du Land de Thuringe située dans l'arrondissement du Pays-d'Altenbourg, près de Leipzig. Fockendorf fait partie de la communauté d'administration de la Pleiße.

## Géographie

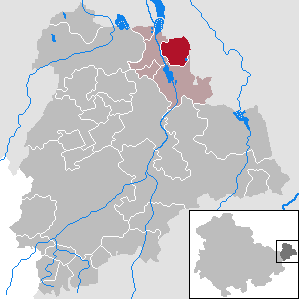
Situation de la commune (en rouge) dans l'arrondissement d'Altenbourg

Fockendorf est située au nord-est de l'arrondissement, dans la vallée de la Pleiße, sur la rive droite de la rivière, à la limite avec l'arrondissement de Leipzig (Saxe), à 30 km au sud de Leipzig, à 7 km au nord-est d'Altenbourg. La commune est composée des deux villages de Fockendorf et Pahna.
Communes limitrophes (en commençant par le nord et dans le sens des aiguilles d'une montre) : Borna, Kohren-Sahlis, Windischleuba et Treben.
Le village de Fockendorf se trouve au nord du barrage de Windischleuba. Une zone de loisirs de 220 ha a été aménagée dans le village de Pahna sur le site de l'ancienne mine de lignite, incluant le Pahnaer See, un lac artificiel.

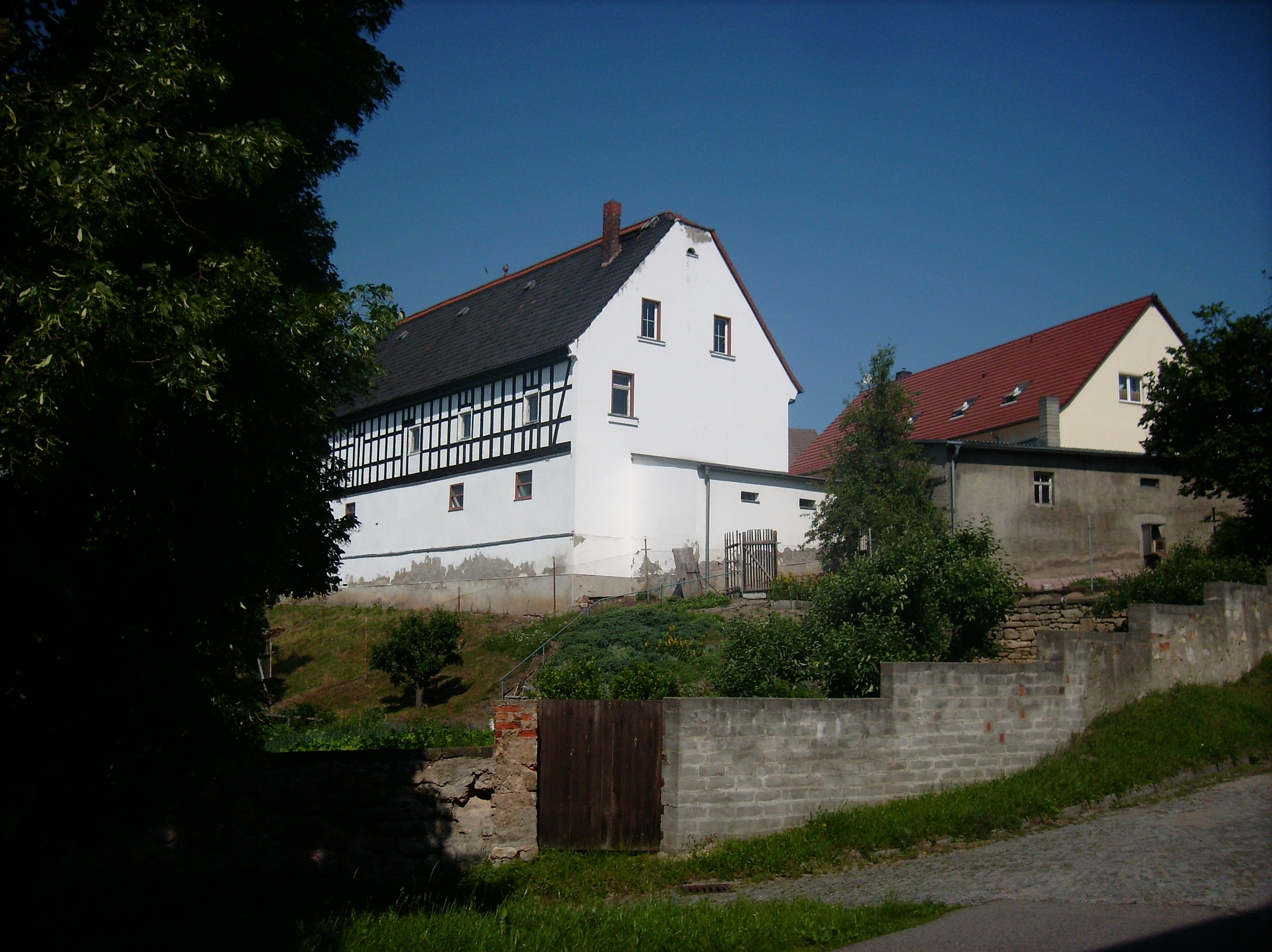
Une ferme de Fockendorf

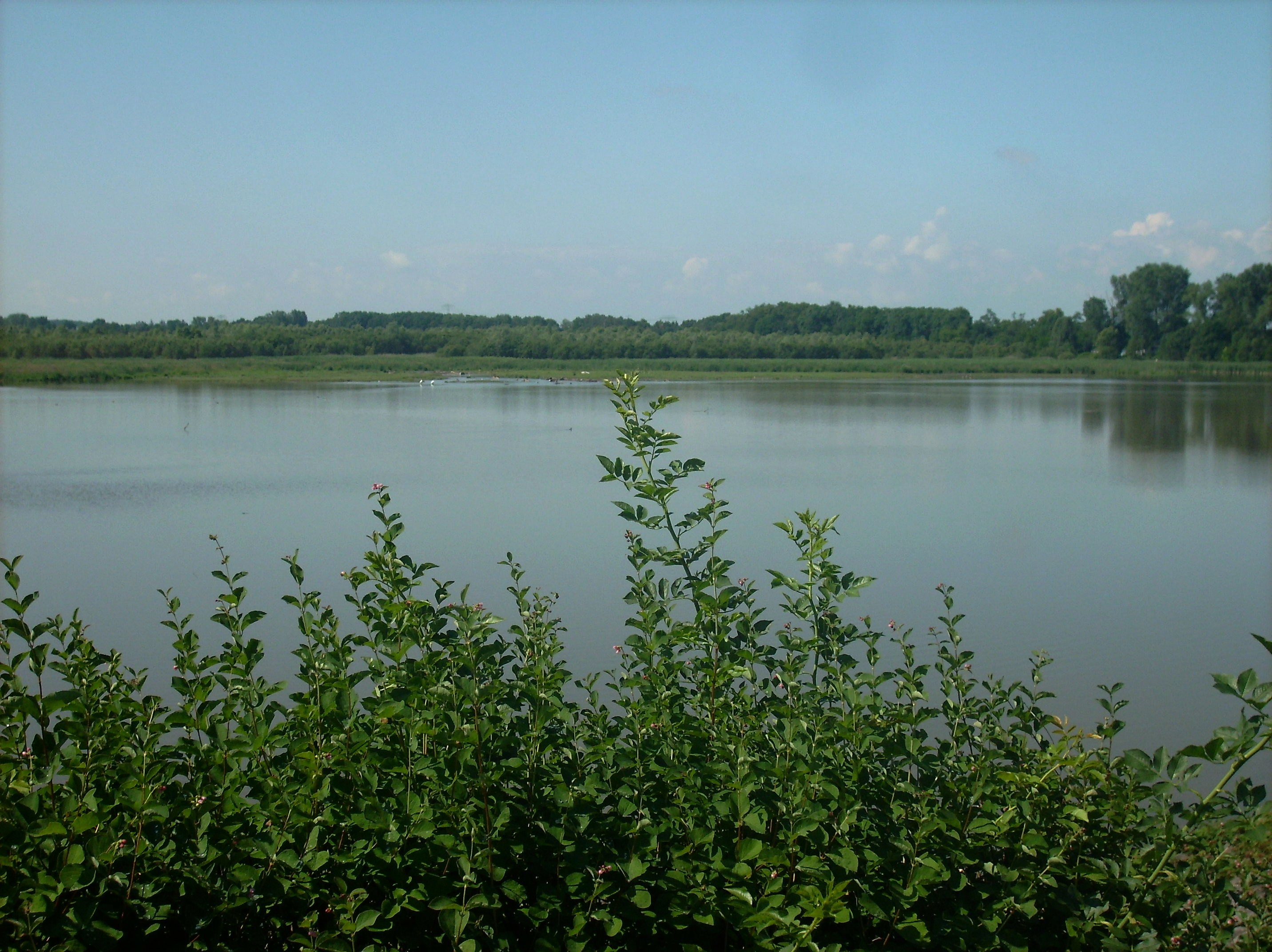
Le lac de Fockendorf

## Histoire
La première mention écrite du village de Fockendorf date de 1272 tandis que Pahna est cité dès 1227. Fockendorf, contrairement aux villages voisins, est de fondation allemande.
Un moulin sur la Pleiße est signalé en 1445. De 1692 à 1995, un important moulin à papier a fonctionné à Fockendorf. En 1880, un gisement de lignite était découvert à Pahna et mis en exploitation.
Les deux villages ont fait partie du duché de Saxe-Altenbourg (cercle oriental, ostkreis). Ils sont intégrés au nouveau land de Thuringe en 1920, dans l'arrondissement d'Altenbourg.

## Démographie
| 1900 | 1933 | 1939 | 1995 | 2000 | 2005 | 2010 |
| ---- | ---- | ---- | ---- | ---- | ---- | ---- |
| 884  | 922  | 958  | 913  | 988  | 917  | 852  |